# 寿竹
寿竹（学名：Phyllostachys bambusoides f. shouzhu）为禾本科刚竹属日本苦竹下的一个变型。